# Distretto di Huarong
Il distretto di Huarong (华容区S, Huáróng QūP) è un distretto della Cina, situato nella provincia di Hubei e amministrato dalla prefettura di Ezhou.